# Emil Uddhammar
Lars Jonas Emil Uddhammar, född 10 juni 1957, är en svensk statsvetare med liberalkonservativ inriktning. Han var docent vid Uppsala universitet 2000 och blev professor vid Växjö universitet 2006 (numera Linnéuniversitetet). Han var tidigare forskningschef vid Cityuniversitetet. 
Uddhammar var ordförande i Föreningen Heimdal 1981-1982 samt i Fria Moderata Studentförbundet 1983-1985. 1985-1986 var han redaktör för studentförbundets tidskrift Svensk Linje. Under denna tid gjorde sig Uddhammar känd som förespråkare av liberalkonservatismen och menade bland annat att Friedrich Hayek var lika konservativ som liberal.